# Bloodhound Gang
A Bloodhound Gang egy pennsylvaniai alapítású amerikai együttes, melyet két rapper: Jimmy Pop és Michael "Daddy Long Legs" Bowe alapítottak 1992-ben. Eredetileg hiphopcsapatként kezdték, de később több más stílusban is elkezdtek alkotni, mint az alternatív rock, a punk vagy az electronic rock. Dalszövegeik humorosak és elvontak, gyakran szatirikusak és szexuális utalásoktól hemzsegnek. Legismertebb számaik a Fire Water Burn, a The Bad Touch, a Foxtrot Uniform Charlie Kilo, az Along Comes Mary, az Uhn Tiss Uhn Tiss Uhn Tiss, és a The Ballad of Chasey Lain. Megalakulásuk óta több mint hatmillió lemezt adtak el.

## Története
A Bloodhound Gang-et alapító duó, James Moyer Franks („Jimmy Pop”) és Michael Bowe („Daddy Long Legs”) mindketten a pennsylvaniai Perkiomen Valley Középiskola végzős diákjai voltak. 1988-ban megalapították a Bang Chamber 8 nevű hzenekart két osztálytársukkal, Kevin Hennessey-vel és Justin Ianelli-vel. 1990-ben rögzítettek egy demófelvételt, és hamarosan megváltoztatták a nevüket a ma ismertre, melyet a "3-2-1 Contact" című gyerekműsor rendszeresen visszatérő rajzfilmblokkjából kölcsönöztek. Jimmy Pop ekkoriban még "Jimmy Pop Ali" néven szerepelt, de ezt hamar elhagyta. A későbbi bandatag, Jared Hennegan ("Evil Jared Hasselhoff") a philadelphiai Temple Egyetemen Jimmy Pop évfolyamtársa volt. Az ő házuk mellett tartották első fellépésüket, mivel senki nem volt hajlandó helyszínt biztosítani nekik, mindezt sörért, cigarettáért, és a demó népszerűsítéséért cserébe (ez volt a Just Another Demo). Amikor az egyik este beszakadt a közönség alatt a padló, át kellett költözniük a New York-i CBGB klubba, ahol havonta egyszer léptek fel. 1994-ben adták ki második demójukat, melynek címe The Original Motion Picture Soundtrack to Hitler's Handicapped Helpers volt. A Cheese Factory Records, meghallgatván ezt, lemezszerződést ajánlott nekik, így jelenhetett meg 1994 végén az első EP, a The Dingleberry Haze. Az együttes dalai szerepeltek az 1994-es "The Chick That Was Naked" című független filmben, amelyben Jimmy Popnak volt egy kisebb szerepe.
1995-ben az együttest leszerződtette a Columbia Records, akiknél megjelenhetett első nagylemezük, a Use Your Fingers. Ekkor indult el első turnéjuk az Egyesült Államokban, és ekkor lépett ki a zenekarból Daddy Long Legs és M.S.G., akik összevesztek a kiadóval (később ők ketten megalapították a Wolfpac rapcsapatot). Helyettük Evil Jared Hasselhoff és Tard-E-Tard csatlakozott. A turné végén lejárt a lemezszerződés, emiatt Tard-E-Tard és Skip O'Pot2Mus kiléptek és otthagyták a zeneipart is.
1996-ban új felállással vágtak neki a második lemezük elkészítésének, Richard Gavalis producer segítségével. Gavalisnak Pennsylvaniában volt stúdiója, és úgy került kapcsolatba az együttessel, hogy a zenekar egyik tagja, Lupus Thunder már dolgozott vele együtt egy másik zenekarával. A One Fierce Beer Coaster már az ő segítségével készülhetett el, a Cheese Factory Records-nál (később Republic Records). Az album első kislemeze, a "Fire Water Burn" nagy siker lett, és ez hozta meg számukra a szélesebb körű ismertséget. Mivel a zenekarnak nem volt pénze nagy turnékra indulni, azzal próbálkoztak, hogy beküldözgették a dalaikat olyan rockrádióknak, akik profiljába szerintük beleillettek. A lejátszott dal után megnőtt az érdeklődés és szájról szájra terjedt a hírük. Ennek köszönhetően a "One Fierce Beer Coaster" újra megjelenhetett, immár a Geffen Records gondozásában, és rendes turnéra is elindulhattak, már nemcsak az Egyesült Államokban.
1999-ben jelent meg harmadik albumuk, a Hooray For Boobies, Amerikában azonban jogi problémák miatt csak egy évvel később. A késlekedés ellenére népszerűségük itt is villámgyorsan ívelt felfelé, köszönhetően a The Bad Touch című kislemeznek, majd később az Along Comes Mary-nek. Így 2000-ben két nagyobb ívű turnéval utazták be a kontinenst. A végére körülbelül ötmillió lemezt sikerült eladniuk. 2003-ban kiadták első DVD-jüket, a One Fierce Beer Runt, mely az 1997-es turnéjuk során készült videófelvételt tartalmazta.
Legközelebb új albummal 2005-ben jelentkeztek, ez volt a Hefty Fine. Címét onnan kapta, hogy Evil Jared Hasselhoffot megbüntették nyilvános vizelésért (egy parkolóház tetejéről csinálta egy teáscsészébe, melyet Jimmy Pop tartott a kezében) tízezer dollárra az MTV Viva La Bam című műsorának forgatása közben, és Jimmy Popnak kellett kifizetnie helyette. Az album eredeti címe "Heavy Flow" lett volna, de ettől elálltak, amikor kiderült, hogy Moby éppen egy ugyanilyen című számot készített. Az első kislemez a szexuális utalásoktól hemzsegő Foxtrot Uniform Charlie Kilo lett, melynek videóklipjét rendszeresen játszotta az MTV. Második kislemezük, az Uhn Tiss Uhn Tiss Uhn Tiss, szintén nagy sikert ért el. Ekkor indítottak tréfás kampányt azért, hogy Pennsylvania állam cserélje le himnuszát az ő "Pennsylvania" című dalukra. A lemezen a HIM énekese, Ville Valo is közreműködött egy dal erejéig. A 2007-es Screwing You On The Beach At Night című daluk klipjével Chris Isaak "Wicked Game" című számának videoklipját parodizálták.
2008-ban Lupus Thunder kilépett a zenekarból, a zenekar szerint azért, mert nem akart többé együtt turnézni velük. Lupus korábban is lenyilatkozta, hogy a bandán belül ő volt az állandó panaszkodó, aki folyton vitatkozott a többiekkel, de esküdözött, hogy nem fog kilépni. Helyette Daniel P. Carter érkezett az A zenekarból. Ekkoriban Jimmy Pop azt nyilatkozta, hogy 10-12 új dalt tartalmazó albumon dolgoznak. A Getting Laid on a School Bus munkacímen ismert anyagot 2012-re ígérték, de a több tucat demófelvétel közül nehezen ment a kiválogatása azoknak, amelyeket végül kiadtak volna. 2010-ben aztán két új számmal, az Altogether Ookyval és a "Disco Pogo"-val (Die Atzen-feldolgozás) megjelent egy best of válogatáslemez, a Show Us Your Hits. Az új nagylemez egyre csak késett, addig azonban már jó előre kiadtak róla hét dalt is. Az ötödik nagylemezük, a Hard-Off 2015 decemberében jelent meg.
Ezt követően azonban minden átmenet nélkül elhallgattak, és csak a korábbi kiadványaik újrakiadásait jelentették be. Hasselhoff azzal viccelődött egy 2017-es interjúban, hogy majd akkor állnak újra össze és indulnak turnézni, ha Donald Trump ellen vádat emelnek. Később azt is hozzátette, hogy nem biztos benne, hogy a zenekar még mindig létezik, de magát tagnak tekinti. 2023 júliusában Jimmy Pop megerősítette, hogy a banda nem oszlott fel és továbbra is dolgoznak új számokon.

## Botrányok
A Geffen Records megtagadta, hogy kiadják a Yellow Fever című számukat, mert annak dalszövege szalonképtelen volt – az ázsiai nőkkel szembeni durva bánásmódon túl a nagaszaki atomrobbantásra történő utalás is szúrta a szemüket. Jimmy Pop a Yahoo! Launchnak adott interjújában kénytelen volt felhívni rá a figyelmet, hogy nem kell túl komolyan venni a dalszövegeket, és hogy korábban is írtak olyanokat, amelyek megbotránkozást kelthetnek, mégsem emelte fel ellenük a hangját senki.
2006-ban a Depeche Mode Enjoy The Silence című számának előadása közben a Rock am Ringen és a Pinkpopon vizeletfétist ábrázoló produkciót játszottak el a színpadon.
A "Screwing You On The Beach At Night" című dalukhoz készítettek egy második videoklipet is. Ebben a zenekar egy helyiségben játszik, melynek a közepén Till Kraemer és Leonie Saint pornószínészek szeretkeznek. A klip végén Kraemer egyenesen Jimmy Pop kezébe ejakulált, amit aztán a hajába dörzsölt. Habár ezt 2007-ben rögzítették, csak 2010-ben mutathatták be.
2013-ban odesszai koncertjük során Jared Hasselhoff levizelte a színpadon az ukrán zászlót. Az eset közfelháborodást keltett, és kezdeményezték büntetőjogi felelősségre vonásukat. Pár nappal később az orosz zászlót bedugta a nadrágja elejébe, majd hátul húzta ki (fenéktörlést imitálva), azt kiáltva, hogy ne mondják el Putyinnak, amely miatt a soron következő oroszországi, anapai fellépésüket törölték, a repülőtéren pedig felháborodott tüntetők fogadták őket, akik tojással és romlott paradicsommal dobálták meg az együttest. Eközben a demonstrálók megtapostak és leköpködtek egy amerikai zászlót is. Bár Jared Hasselhoff nyilvánosan is bocsánatot kért, a zenekart kiutasították az országból és visszavonták a vízumukat.

## Tagok

### Jelenlegi felállás
- Jimmy Pop – ének, ritmusgitár (1994–), szólógitár (1992–1993)
- Jared Hasselhoff – basszusgitár, vokál  (1995–)
- Q-Ball – billentyűs hangszerek, keverőpult, vokál (1995–)
- The Yin – dobok, vokál (2006–)
- Daniel P. Cartier – szólógitár (2009–)

### Korábbi tagok
- Daddy Long Legs – ének, basszusgitár (1992–1995)
- Bubba K. Love – keverőpult, vokál (1992–1993)
- Foof – dobok, vokál (1992)
- Skip O'Pot2Mus – dobok (1992–1995)
- Lupus Thunder – keverőpult (1993–1994), szólógitár (1994–2008)
- M.S.G. – keverőpult (1994–1995)
- Tard-E-Tard – keverőpult (1995)
- Spanky G – dobok (1995–1999)
- Willie The New Guy – dobok (1999–2006)

## Diszkográfia

### Nagylemezek
|                  | Cím                           | Legjobb helyezés | Legjobb helyezés | Legjobb helyezés | Legjobb helyezés | Legjobb helyezés | Legjobb helyezés | Legjobb helyezés | Legjobb helyezés | Legjobb helyezés |
| Egyesült Államok | Cím                           | Ausztrália       | Ausztria         | Magyarország     | Németország      | Hollandia        | Új-Zéland        | Svédország       | Svájc            |                  |
| ---------------- | ----------------------------- | ---------------- | ---------------- | ---------------- | ---------------- | ---------------- | ---------------- | ---------------- | ---------------- | ---------------- |
| 1995             | Use Your Fingers              |                  |                  |                  |                  |                  |                  |                  |                  |                  |
| 1996             | One Fierce Beer Coaster       | 57               | 71               | 11               | —                | 14               | 18               | 3                | 20               | —                |
| 1999             | Hooray For Boobies            | 38               | 1                | 14               | 1                | 58               | 5                | 19               | 2                | 37               |
| 2005             | Hefty Fine                    | 24               | 32               | 4                |                  | 7                | 75               | 36               | 26               | 24               |
| 2009             | Playlist Your Way (válogatás) |                  |                  |                  |                  |                  |                  |                  |                  |                  |
| 2010             | Show Us Your Hits (válogatás) |                  |                  |                  |                  | 96               |                  |                  |                  |                  |
| 2015             | Hard-Off                      |                  |                  |                  |                  |                  |                  |                  |                  |                  |

### Videókiadványok
| Cím                 | Részletek                                                        |
| ------------------- | ---------------------------------------------------------------- |
| One Fierce Beer Run | - Megjelent: 2003. augusztus 12. - Kiadó: Geffen - Formátum: DVD |

### EP
- Dingleberry Haze (1994)
- One Censored Beer Coaster (1996)

### Kislemezek
| Cím                                                                                                | Év   | Legjobb helyezés | Legjobb helyezés | Legjobb helyezés | Legjobb helyezés | Legjobb helyezés | Legjobb helyezés | Legjobb helyezés | Legjobb helyezés | Legjobb helyezés | Legjobb helyezés   | Díjak                                                                                             | Album                   |
| Cím                                                                                                | Év   | Egyesült Államok | alt.             | Ausztrália       | Ausztria         | Németország      | Hollandia        | Új-Zéland        | Svédország       | Svájc            | Egyesült Királyság | Díjak                                                                                             | Album                   |
| -------------------------------------------------------------------------------------------------- | ---- | ---------------- | ---------------- | ---------------- | ---------------- | ---------------- | ---------------- | ---------------- | ---------------- | ---------------- | ------------------ | ------------------------------------------------------------------------------------------------- | ----------------------- |
| Mama Say                                                                                           | 1995 | —                | —                | —                | —                | —                | —                | —                | —                | —                | —                  |                                                                                                   | Use Your Fingers        |
| Fire Water Burn                                                                                    | 1997 | —                | 18               | 13               | —                | —                | 7                | 6                | 6                | —                | —                  | - Aranylemez - Platinalemez                                                                       | One Fierce Beer Coaster |
| I Wish I Was Queer So I Could Get Chicks                                                           | 1997 | —                | —                | —                | —                | —                | —                | 32               | —                | —                | —                  |                                                                                                   | One Fierce Beer Coaster |
| Why's Everybody Always Pickin' on Me?                                                              | 1997 | —                | —                | 64               | —                | —                | 85               | 7                | —                | —                | 56                 |                                                                                                   | One Fierce Beer Coaster |
| Along Comes Mary                                                                                   | 1999 | —                | —                | —                | 5                | 6                | —                | —                | —                | 13               | —                  | - Aranylemez - Aranylemez                                                                         | Hooray for Boobies      |
| The Bad Touch                                                                                      | 1999 | 52               | 6                | 5                | 3                | 1                | 19               | 4                | 1                | 4                | 3                  | - Platinalemez - Aranylemez - Aranylemez - Aranylemez - 2x Platinalemez - Aranylemez - Aranylemez | Hooray for Boobies      |
| The Ballad of Chasey Lain                                                                          | 2000 | —                | —                | 68               | 11               | 12               | 71               | —                | 35               | 23               | 15                 |                                                                                                   | Hooray for Boobies      |
| Mope                                                                                               | 2000 | —                | —                | —                | —                | 34               | —                | —                | 56               | 77               | —                  |                                                                                                   | Hooray for Boobies      |
| The Inevitable Return of the Great White Dope                                                      | 2000 | —                | —                | 70               | 37               | 35               | —                | —                | —                | 55               | —                  |                                                                                                   | Hooray for Boobies      |
| Foxtrot Uniform Charlie Kilo                                                                       | 2005 | —                | —                | 25               | 10               | 15               | 90               | —                | —                | 47               | 47                 |                                                                                                   | Hefty Fine              |
| Uhn Tiss Uhn Tiss Uhn Tiss                                                                         | 2005 | —                | —                | 46               | 10               | 15               | 25               | —                | —                | 76               | —                  |                                                                                                   | Hefty Fine              |
| No Hard Feelings                                                                                   | 2006 | —                | —                | —                | —                | —                | —                | —                | —                | —                | —                  |                                                                                                   | Hefty Fine              |
| Screwing You on the Beach at Night                                                                 | 2007 | —                | —                | —                | 59               | 33               | —                | —                | —                | —                | —                  |                                                                                                   | Albumon nem szerepel    |
| Altogether Ooky                                                                                    | 2010 | —                | —                | —                | —                | —                | —                | —                | —                | —                | —                  |                                                                                                   | Albumon nem szerepel    |
| Chew Toy                                                                                           | 2014 | —                | —                | —                | —                | —                | —                | —                | —                | —                | —                  |                                                                                                   | Hard-Off                |
| A "—" azt jelenti, hogy az adott országban nem szerepelt a listán a kislemez, vagy nem jelent meg. |      |                  |                  |                  |                  |                  |                  |                  |                  |                  |                    |                                                                                                   |                         |

### Egyéb dalok
- "Jackass" - az Amerikai pite 2 és a Jay és Néma Bob visszavág című filmekben hallható, a soha el nem készült Jackass-soundtrack lemezre került volna (2001)
- "Weekend!" - egy Scooter-feldolgozás, a Hands On Scooter albumon jelent meg (2008)

## Videóklipek
| Cím                                                | Év   | Rendező                          |
| -------------------------------------------------- | ---- | -------------------------------- |
| "Mama Say"                                         | 1995 | Michael Alperowitz               |
| "Fire Water Burn"                                  | 1997 | Michael Alperowitz               |
| "Kiss Me Where It Smells Funny"                    | 1997 | Michael Alperowitz               |
| "Why's Everybody Always Pickin' on Me?"            | 1997 | Michael Alperowitz, Brian Agnew  |
| "Along Comes Mary"                                 | 1999 | Michael Alperowitz               |
| "The Bad Touch"                                    | 1999 | Richard Reines, Stefanie Reines  |
| "The Ballad of Chasey Lain"                        | 2000 | Michael Alperowitz               |
| "Mope"                                             | 2000 | Michael Alperowitz               |
| "The Inevitable Return of the Great White Dope"    | 2001 | Michael Alperowitz               |
| "Foxtrot Uniform Charlie Kilo"                     | 2005 | Marc Klasfeld, Max Goldman       |
| "Uhn Tiss Uhn Tiss Uhn Tiss"                       | 2005 | Michael Alperowitz, Kevin Powers |
| "Screwing You on the Beach at Night" (1. változat) | 2007 |                                  |
| "Screwing You on the Beach at Night" (2. változat) | 2010 |                                  |
| "Altogether Ooky"                                  | 2010 |                                  |